# 26397 Carolynsinow
26397 Carolynsinow è un asteroide della fascia principale. Scoperto nel 1999, presenta un'orbita caratterizzata da un semiasse maggiore pari a 2,3786375 UA e da un'eccentricità di 0,1692258, inclinata di 4,20729° rispetto all'eclittica.